# Ruwer (Verbandsgemeinde)

Brasão das Armas

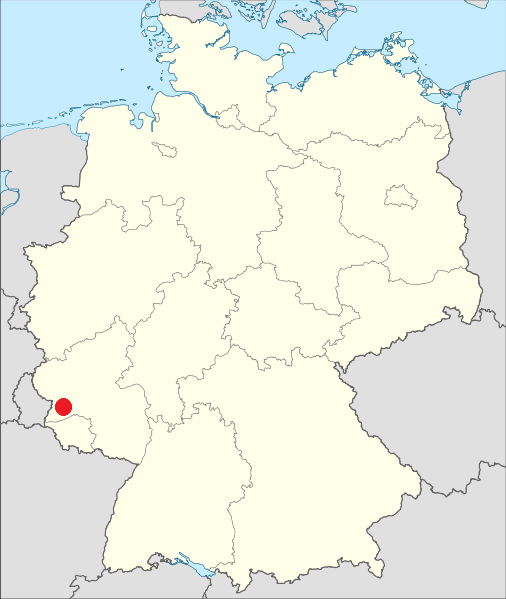
Ruwer (Verbandsgemeinde), Alemanha

Ruwer é uma Verbandsgemeinde da Alemanha do distrito de Trier-Saarburg.

## Municípios
1. Bonerath
2. Farschweiler
3. Gusterath
4. Gutweiler
5. Herl
6. Hinzenburg
7. Holzerath
8. Kasel
9. Korlingen
10. Lorscheid
11. Mertesdorf
12. Morscheid
13. Ollmuth
14. Osburg
15. Pluwig
16. Riveris
17. Schöndorf
18. Sommerau
19. Thomm
20. Waldrach (sede)